# Begonia aequilateralis
Begonia veitchii es una especie de planta perenne perteneciente a la familia Begoniaceae. Es originaria de Sungai Buloh en el estado de Selangor en Malasia Peninsular.

## Descripción
"... Probablemente la begonia en mayor peligro de extinción en la Península, siendo conocida a partir de una sola población pequeña en una zona forestal que se talará." - Kiew, p. 261

## Taxonomía
Begonia aequilateralis fue descrita por Edgar Irmscher y publicado en Mitteilungen aus dem Institut für allgemeine Botanik in Hamburg 8: 134, pl. 7. 1929.
Etimología
Begonia: nombre genérico, acuñado por Charles Plumier, un referente francés en botánica, honra a Michel Bégon, un gobernador de la excolonia francesa de Haití, y fue adoptado por Linneo.
aequilateralis: epíteto latino de las palabras aequus = "igual" y lateralis = "lados", donde se refiere a tener los lados iguales.